# 美麗華酒店企業

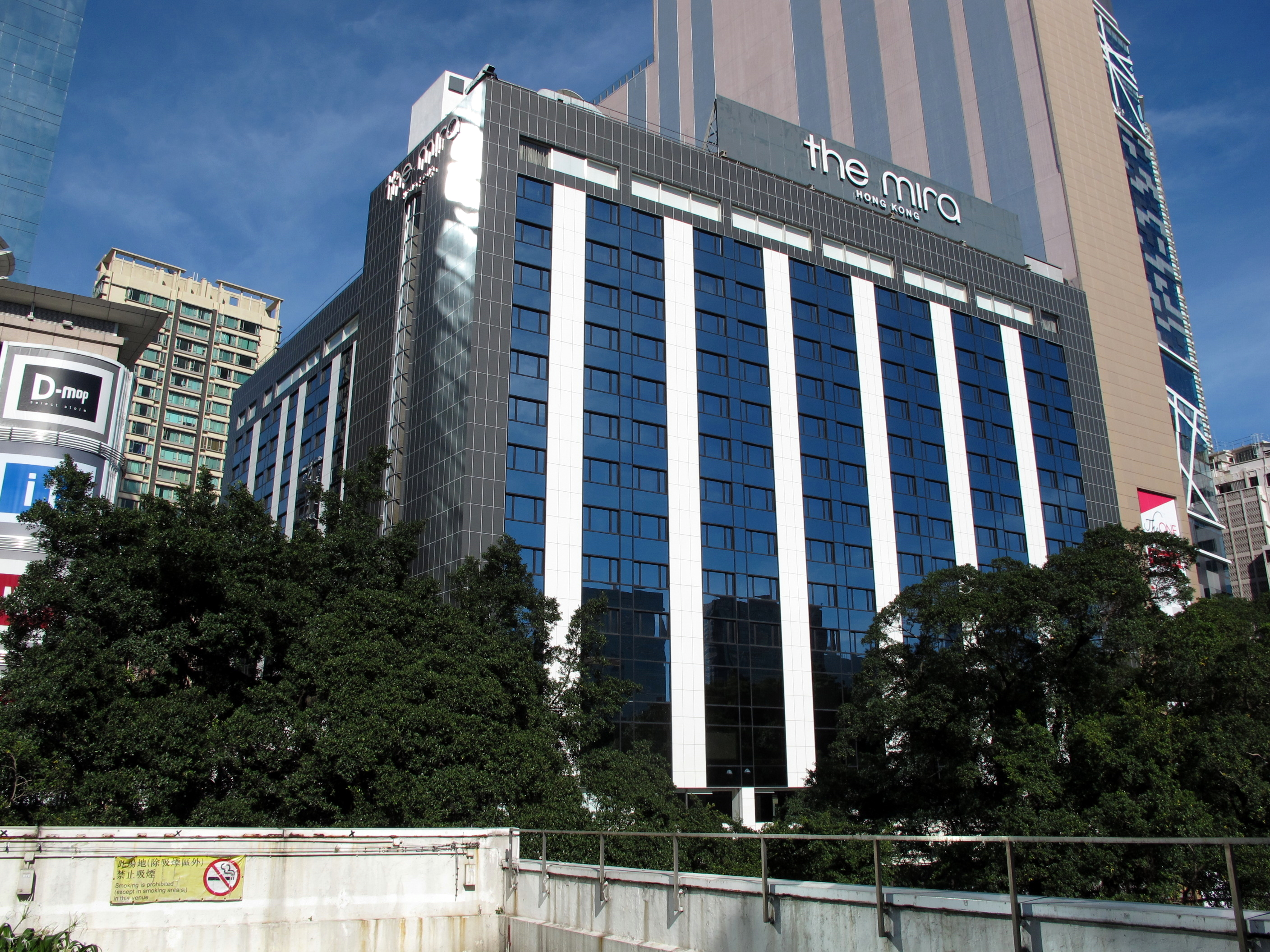
The Mira

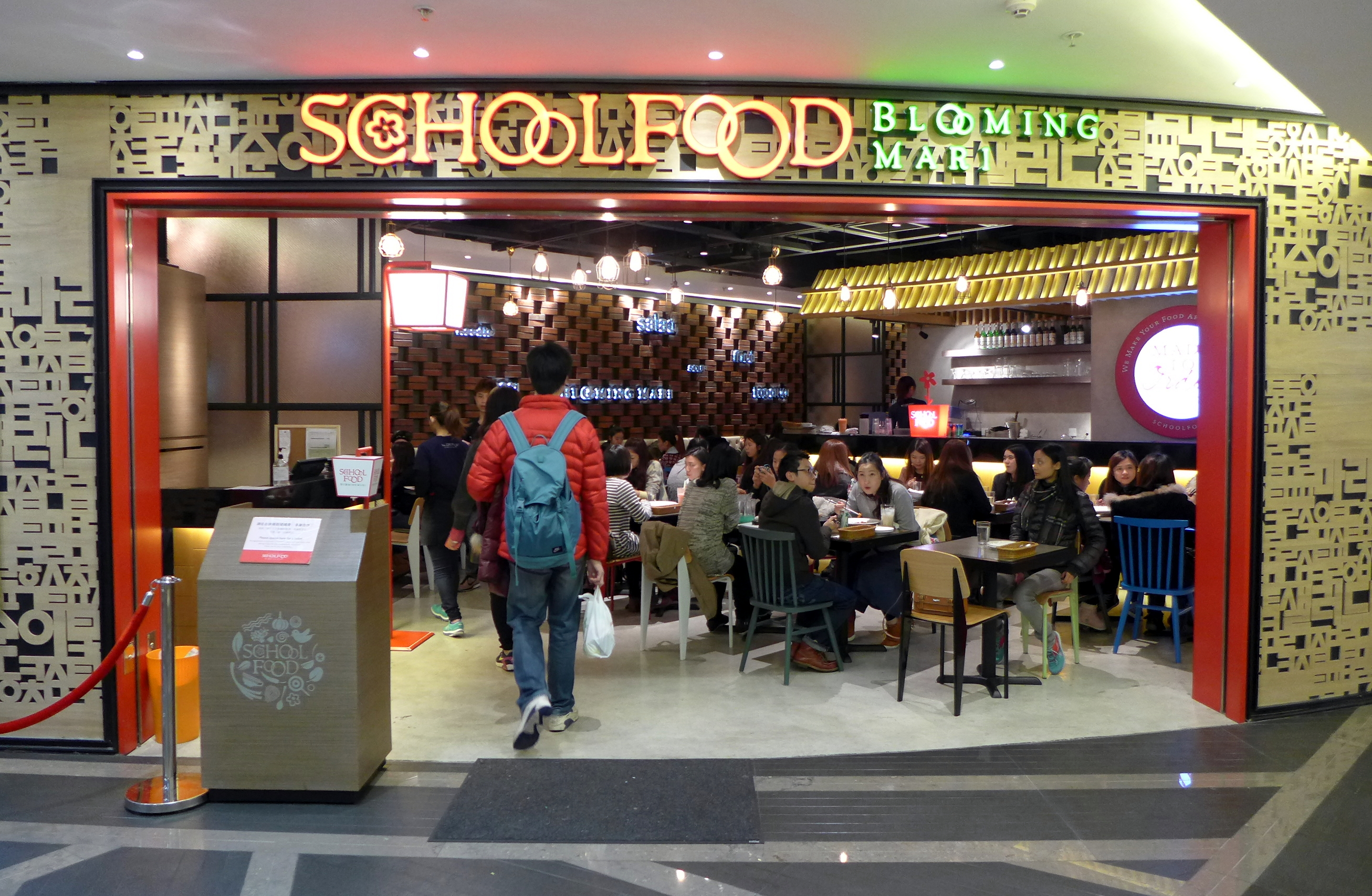
School Food

美麗華酒店企業有限公司（簡稱「美麗華集團」，港交所：71）創立於1957年，總部設於香港。集團擁有多個特色服務業品牌，旗下業務發展多元化， 包括時尚酒店及服務式公寓、物業租賃、餐飲及旅遊，遍佈香港及中國。美麗華集團於1970年正式在香港上市，是恒基兆業地產集團成員。
2010年11月28日斥資6400萬元購入赤柱大街88號
樓面1589方呎計，平均每平方呎樓面成交價40,277元
獲城規會批准可重建為一幢10層、總樓面約8355方呎小型酒店，提供不超過6個客房，不過需要修改地契及補地價。

## 相關業務
- The Mira
- 「Mira Moon」問月酒店
- 美麗華商場Mira Mall的尖沙咀收租項目
- 美麗華旅遊旅行社
- 國金軒在國際金融中心的高級食肆
- 上海的美麗華花園地產項目
- 赤柱大街88號

## 餐飲業務
- The French Window
- Assaggio Trattoria Italiana
- School Food
- 翠亨邨
- 國金軒
- 雲陽
- Whisk
- Yamm
- Vibes酒吧
- Supergiant Tapas & Cocktail Bar

## 外部連結
- 美麗華酒店企業有限公司 （页面存档备份，存于）